# Revolta na Grande Polônia (1918-1919)

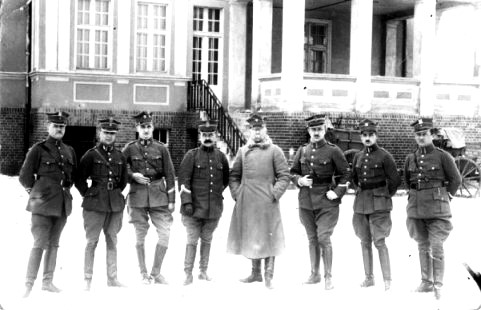
Soldados do Exército Polonês

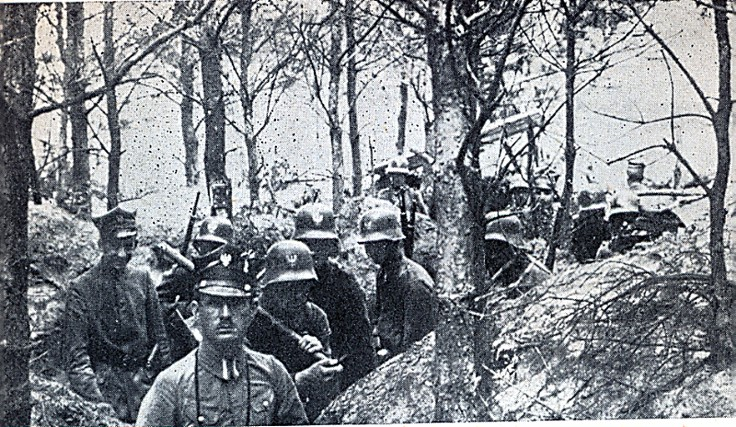
Soldados do Exército Polonês nas trincheiras na frente polaco-alemã

Região da Poznania ou Grande Polônia

A Revolta na Grande Polônia de 1918-1919 ou Revolta Wielkopolska de 1918-1919 (em polonês: wielkopolskie powstanie 1918-1919 roku; em alemão: Posener Aufstand) ou Guerra da Poznania foi uma insurreição militar dos poloneses na região da Grande Polônia (também chamada de Grão-Ducado de Poznań ou região Provinz Posen) contra a Alemanha. A revolta teve um efeito significativo sobre o Tratado de Versalhes, que concedeu uma reconstituída Polônia, a área obtida pelos insurgentes polacos mais alguns territórios adicionais, à custa do território alemão. A região fazia parte do Reino da Polônia e, em seguida, da Comunidade Polaco-Lituana antes da Segunda Divisão da Polônia em 1793, quando foi anexada pelo Reino da Prússia alemão. Depois da Revolta da Grande Polônia de 1806, também fez parte do Ducado de Varsóvia (1807-1815), um estado fantoche francês durante as Guerras Napoleônicas.